# اسب جفتک‌زن
 اسب جفتک‌زن  عنوان فیلمی است آمریکایی با ژانر وسترن، صامت و کوتاه به کارگردانی ویلیام کندی دیکسون. این فیلم محصول سال ۱۸۹۴ میلادی است. زمان این فیلم ۱ دقیقه است. فیلم درباره یک کابوی است. لی مارتین بازیگر فیلم، عضو گروه بوفالو بیل است.